# Alturas de Machu Picchu (álbum)
Alturas de Machu Picchu es un álbum de estudio de la banda chilena Los Jaivas, lanzado en octubre de 1981, y probablemente el más importante y popular de toda su discografía. En él, el grupo musicaliza el popular poema de Pablo Neruda, del mismo título, aparecido en su libro Canto general, de 1950. En este poema, el poeta canta, subyugado por la grandeza de la creación humana que él atestigua en las ruinas de Machu Picchu, en Perú, sobre el glorioso pasado indígena de América Latina, las miserias humanas, la muerte y el dolor que la majestuosidad a menudo causa en quienes la forjan. El poema es uno de los más trascendentes de la poesía de Neruda, y su musicalización por parte de Los Jaivas ha sido considerada como magistral y fiel al contenido de la obra original.
En abril de 2008, la edición chilena de la revista Rolling Stone situó a este álbum en el segundo lugar dentro de los 50 mejores discos chilenos, solo por detrás de Las últimas composiciones de Violeta Parra (1966).

## Historia

Los Jaivas grabando el especial de televisión de su disco "Alturas de Machu Picchu" con letra de Pablo Neruda y presentado por Mario Vargas Llosa

Durante su estancia en Francia, el grupo recibe la visita del productor peruano Daniel Camino, quien les presenta su idea de un soñador proyecto: componer una gran cantata latinoamericana inspirada en los versos de "Alturas de Machu Picchu" de Pablo Neruda, con la participación de grandes voces como Mercedes Sosa y Chabuca Granda, e interpretada y registrada para la televisión en las propias ruinas, con la intervención de Mario Vargas Llosa en la presentación. En la época, el grupo había terminado de preparar las Obras de Violeta Parra y se disponía a iniciar una nueva gira europea para presentarlas.
En un principio, Los Jaivas no toman demasiado en serio la idea. Es realmente la insistencia de Daniel Camino la que inspira al grupo a comenzar a trabajar en el poema, confeccionando ejemplares para cada integrante del grupo, en cada uno de los cuales se van agregando anotaciones de trabajo, que indican la diversidad de las interpretaciones que cada uno da al poema. El impulso definitivo viene del exintegrante Alberto Ledo, quien, antes de marcharse del grupo para llevar a cabo proyectos en solitario, entrega a Los Jaivas un tema instrumental, que Eduardo Parra, por su sonoridad etérea, titula "Del Aire al Aire", como el primer verso del primer canto del libro. 
Posteriormente, se definen los trozos del poema que serán cantados y se arman los ritmos y melodías que acompañarán el canto. El complejo trabajo demora nueve meses, al cabo de los cuales se entrega uno de los discos más importantes en la historia de la música chilena.

## Contenido

### Estilos
El gran mérito de Alturas de Machu Picchu, según los críticos, es el lograr reproducir el temple de ánimo del poeta y su mensaje insinuado, a través de los arreglos musicales y de estilo que se proponen en el álbum. Es así como "Águila Sideral" evoca el vuelo de un águila por las altas cumbres de Los Andes a través de los redobles de la batería y las magistrales quenas, además de la potente línea de bajo eléctrico; "Amor Americano" es un trote nortino que aprovecha el impecable ritmo del poema; y "Sube a Nacer Conmigo Hermano" presenta, en ritmo de joropo venezolano, un canto lleno de solidaridad y fuerza. La obra de mayor aliento del disco es sin duda "La Poderosa Muerte", que extrae líricas de varios cantos del poema, y se compone de ritmos y estilos variados, incorporando extractos de marchas, cuecas y rock progresivo, entre otros, unidos por solos extensos de guitarra eléctrica, piano y minimoog. "Antigua América" es un instrumental netamente progresivo, que permite mostrar a cada uno de Los Jaivas ejecutando su instrumento con precisión y maestría, y "Final", una coda de "Sube a Nacer Conmigo Hermano" tiene tintes de música clásica. En todo el disco se nota el cuidado por las armonías vocales y la presencia de instrumentos de viento, además de la pureza de las percusiones y los sonidos ambientales.
En relación con ello, en el documental Los Jaivas cuentan la historia, el Gato Alquinta comenta:
A mí siempre me era común crear las melodías musicales y sobre la base de ellas incluir letras pero en este caso, yo debía acomodar melodías en el canto, sobre una letra que ya estaba escrita, por lo tanto, me resultaba mucho más complejo y no era de todo mi gusto realizar ese trabajo, pero se tuvo que hacer así.
Si bien al inicio Los Jaivas no se consideraban dignos de interpretar musicalmente una obra poética de tal magnitud, una vez que decidieron emprender el proyecto, se enfrentaron a un dilema creativo. Claudio Parra señala al respecto:
La duda que nosotros tuvimos era si íbamos a cantar la obra o no, porque un músico cuando interpreta musicalmente una obra literaria (lo que ha pasado a través de toda la historia de la música), no necesariamente canta o dice las palabras en las cuales está basado, por ejemplo, esto sucedió con la obra La Tempestad de Shakespeare, musicalizada por Beethoven. Estábamos siempre en esa disyuntiva, si cantábamos o no cantábamos. Finalmente quedaron las dos cosas: hay momentos que se cantan y otros donde la idea literaria está expresada en una idea musical.

### El disco y el poema
El poema no es reproducido en su totalidad en el disco, por razones de espacio y de estilo. La otra alternativa considerada (componer un instrumental como acompañamiento a la lectura del poema) también es desechada, por lo que se opta por una alternativa intermedia: elegir versos y cantos significativos. De esta forma, cada tema termina escogiendo versos de diferentes "cantos" del poema original:
- El título de "Del Aire al Aire" se extrae del Canto I ("Del aire al aire, como una red vacía...")
- "La Poderosa Muerte" contiene fragmentos del Canto II ("Si la flor a la flor entrega el alto germen..."), el Canto III ("El ser como el maíz se desgranaba en el inacabable..."), el Canto VI ("Entonces en la escala de la tierra he subido..."), y el Canto VII ("Muertos de un solo abismo, sombras de una hondonada..."), que tienen el tema común de la muerte como hilo conductor, según el grupo. Curiosamente no se extrae ningún verso del Canto IV ("La poderosa muerte me invitó muchas veces..."), que, sin embargo, da título a la canción.
- "Amor Americano" contiene versos escogidos del Canto VIII ("Sube conmigo, amor americano...")
- "Águila Sideral" contiene versos escogidos del Canto IX ("Águila sideral, viña de bruma...")
- Las tres líneas de "Antigua América" pertenecen al Canto X ("Piedra en la piedra, el hombre, dónde estuvo?...")
- "Sube a Nacer Conmigo Hermano" y "Final" reproducen casi íntegramente el Canto XII ("Sube a nacer conmigo, hermano...")

## Lista de canciones
Letra: Pablo Neruda; Música y arreglos: Los Jaivas, excepto donde se indica:
Lado A
1. «Del aire al aire» (Alberto Ledo) – 2:17 
  - Instrumental
2. «La poderosa muerte» – 11:12
3. «Amor americano» – 5:28
  - Gato Alquinta toca bajo en esta canción; la guitarra solista es ejecutada por Mario Mutis

Lado B
1. «Águila Sideral» – 5:22
  - Tema editado como single en Chile y Francia
2. «Antigua América» – 5:38 *Tema con facciones del metal.
3. «Sube a nacer conmigo hermano» – 4:46
4. «Final» — 2:37

Una edición "30 años" que se lanzó en 2011, incluía dos temas extras:
8 - «La poderosa muerte» (en vivo)
9 - «Final» (en vivo)
- Grabados en un concierto en París en 1981.

## Datos

### Músicos
Los Jaivas
- Gato Alquinta – Voz, Guitarra acústica, Guitarra eléctrica, Bajo, Cuatro, Quena, Zampoña, Ocarina, Tarka, Palmas
- Gabriel Parra – Batería, Bombo legüero, Campanas tubulares, Timbales cromáticos, Trutruca, Tarka, Palmas, Voz.
- Mario Mutis – Bajo, Guitarra eléctrica, Zampoña, Quena, Tarka y Voz.
- Claudio Parra – Piano, Clavecín, Minimoog, Piano eléctrico, Marimba, Tarka
- Eduardo Parra – Piano eléctrico, Minimoog, Tarka, Palmas.

Invitados
- Alberto Ledo – Zampoña, Trompe, Bombo legüero, Cascabeles, Trutruca y Voz en "Del Aire Al Aire".
- Patricio Castillo – Tarka en "La Poderosa Muerte" y Quena en "Águila Sideral".

### Personal
Créditos de la reedición de 2004
- "Del Aire al Aire" grabado en Villa Les Glycines, Chatenay-Malabry, Francia, julio de 1980
  - Ingeniero de grabación y mezcla: Dominique Strabach
- "Sube a Nacer Conmigo Hermano" grabado en los Estudios EMI-Electrola, Colonia, Alemania, junio de 1981
  - Ingeniero de grabación y mezcla: Luciano Piccinno
- Los demás temas fueron grabados y mezclados en los estudios Pathé-Marconi de París, julio-agosto de 1981
  - Ingeniero de grabación y mezcla: Daniel Michel
- Arte de portada: Óleo "Inti Huantana", de René Olivares (1981)
- Logos de Los Jaivas, ilustraciones y óleo de contraportada: René Olivares
- Fotografía: Gastón Bonizzoni, Sergio Zamudio, Patrice Leturc, Víctor Hugo Sepúlveda, Alberto Valín, Gladys Pizarro, Patricia Alegría, fotógrafo del aeropuerto (1981), Fundación Neruda y Archivo Los Jaivas
- Restauración de documentos de archivo y diseño: Leonardo Gamonal
- Infografía de ilustraciones: Sebastián Aldunate y Merlín Pardo
- Escaneo de diapositivas: Nelson Vera
- Diseño gráfico: Gamo-cromía Ltda
- Producción gráfica: La Carriola.

## Ediciones
La edición original chilena, además de las de Perú, Argentina y Alemania tenían como portada el óleo "Inti Huantana" de René Olivares que ahora ha sido incorporada a la reedición de 2004. A partir de la edición chilena de 1982, la portada se cambió por un óleo alternativo de un diablo (característico de las fiestas religiosas del altiplano andino) con una esfera de cristal que originalmente estaba planeada para el disco Aconcagua.
El éxito del álbum ha redundado en sucesivas ediciones en una gran cantidad de países, tanto de Latinoamérica como de Europa, convirtiéndose éste en el disco más popular y vendido de Los Jaivas alrededor del mundo.

## Presentaciones

### Especial de televisión
Tanto o más conocido que el mismo disco es el especial de televisión que el grupo grabó en las ruinas de Machu Picchu, Perú, con producción de Canal 13 de televisión y Radio Televisión Peruana entre el 9 y el 12 de septiembre de 1981, y estrenado el 8 de octubre del mismo año. Dirigido por Reynaldo Sepúlveda y con la presentación de Mario Vargas Llosa, constituye la culminación del sueño de Daniel Camino (con la excepción de las voces de Mercedes Sosa y Chabuca Granda, hecho que nunca se concretó). Con las ruinas y el paisaje peruano de fondo, el grupo dobla las canciones. El especial sirvió para presentar y dar a conocer el álbum a toda Latinoamérica, y ha sido restaurado en formato DVD, que incluye una nueva mezcla estéreo de todas las canciones para recuperar la fidelidad no lograda en las mezclas originales, junto con una mezcla en formato 5.1. También fue reeditado en 2004 para conmemorar el centenario del natalicio del poeta Pablo Neruda, junto con una remasterización del CD, en este caso realizado sobre las mezclas originales.

### Gira
A mediados de agosto de 1981, el grupo se embarca en una gira en la que no presenta el disco, salvo por el tema "Sube a Nacer Conmigo Hermano", por falta de tiempo para los ensayos. El tour comienza en Argentina (estadio Obras), abarca varias ciudades de Chile y concluye en Tacna, Perú, desde donde la banda se dirige a grabar el especial de televisión. Retornando de esta grabación, el disco es presentado en su totalidad en conciertos en el Teatro Caupolicán de Santiago en octubre de 1981, continuando la promoción durante los dos años siguientes, incluyendo su participación en el Festival de Viña del Mar. La suite conformada por "La Poderosa Muerte", "Amor Americano" y "Sube a Nacer Conmigo Hermano" se hace habitual en los conciertos del grupo (la incluyen en sus apariciones en el Festival de 2002 y 2011, agregando "Final" en esta última) y el disco completo se vuelve a presentar en 1999 (ocasión de la cual se extrae el VHS Machu Picchu en Vivo) en la gira de 2004, como parte de las celebraciones por el centenario de Pablo Neruda.

### En vivo en Machu Picchu
El 7 de julio de 2011 el grupo presentó en vivo de forma íntegra la obra desde las ruinas Machu Picchu durante las celebraciones por los 100 años del descubrimiento de la ciudadela.

## Compilaciones
- «Sube a nacer conmigo hermano» y «Antigua América» aparecen en Obras cumbres (2002), mientras que el disco Los Jaivas en Vivo: Gira 1988 incorpora una versión de «Sube a nacer conmigo hermano».

## Listas
| Publicación   | País           | Lista                                                   | Año  | Puesto |
| ------------- | -------------- | ------------------------------------------------------- | ---- | ------ |
| Al Borde      | Estados Unidos | Los 250 álbumes más importantes del Rock Iberoamericano | 2006 | 24     |
| Rolling Stone | Chile          | Los 50 mejores discos chilenos                          | 2008 | 2      |